# Temorites discoveryae
Temorites discoveryae is een eenoogkreeftjessoort uit de familie van de Bathypontiidae. De wetenschappelijke naam van de soort is voor het eerst geldig gepubliceerd in 1965 door Grice & Hulsemann.